# Битва при Нортгемптоне (1460)
Битва при Нортгемптоне (англ. Battle of Northampton) состоялась 10 июля 1460 года и была частью Войны Роз.

## Предыстория
Партия Йорков переживала тяжёлые времена после катастрофы на Ладфордском мосту.
Некоторые йоркские военачальники (Ричард Невилл, граф Уорик, его отец граф Солсбери и сын Ричарда Йоркского Эдуард, граф Марч) 2 ноября 1459 года прибыли в Кале, где они нашли приют у дяди Уорика графа Кента.
В то же время герцог Йоркский и его второй сын Эдмунд, граф Ратленд, находились в сравнительной безопасности в Ирландии.

## Битва
26 июня 1460 года Уорик, Солсбери и Эдуард находились в Сэндвиче с 2,000 воинов. Король Генрих VI и его супруга Маргарита Анжуйская были в Ковентри со своей маленькой армией. Уорик вошёл в Лондон 2 июля с армией своих сторонников размером 20,000 — 30,000 человек.
Королевские силы заняли оборону в Нортгемптоне на землях аббатства Делапри, прикрытых с задней стороны водами реки Нин. Силы обороняющихся составляли 10,000 — 15,000 человек, в основном воины. Ланкастерцы также имели полевую артиллерию.

Реконструкция битвы при Нортгемптоне

Приблизившись, Уорик послал делегата для переговоров с королём от своего имени. Командующий ланкастерцами, Хамфри Стаффорд,1-й герцог Бекингем, ответил, что «граф Уорик не должен приезжать в присутствие короля, и, если он приедет, то он должен умереть». В течение продвижения Уорика к Нортгемптону, он был дважды лишён доступа к королю. Заняв позиции, он послал сообщение: «В 2 часа я буду говорить с королём, или я умру».
К 2 часам йоркисты начали наступление. Воины двигались в колоннах, но ветер с дождём, дувший в лицо, препятствовал им. Столкнувшись с ланкастерцами, Уорик был встречен заградительным огнём из стрел; но дождь сделал стрельбу бесполезной.
Йоркисты достигли правого фланга ланкастерцев, руководимого Эдмундом Греем, 1-м графом Кент, предавшим короля. Его люди сложили оружие и присоединились к Уорику, дав тому свободный проход в лагерь. После этого битва продлилась тридцать минут. Защищавшиеся были неспособны к манёвру в укреплении и бежали от атаки йоркистов.
Герцог Бекингем, Джон Тальбот, 2-й граф Шрусбери, барон Эгремонт и виконт Бомонт погибли, защищая короля; 300 других ланкастерцев были убиты в сражении. Генрих VI сдался и снова стал марионеткой в руках Йорков.